# Grande peste de Viena

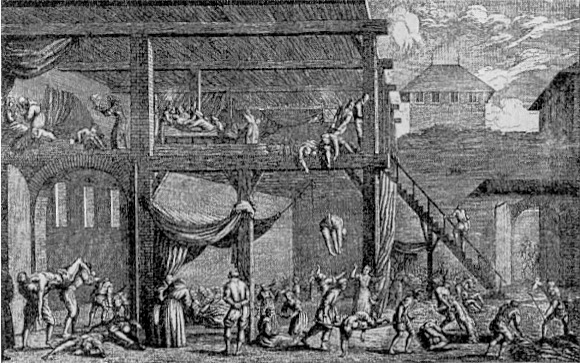
Imagem de um hospital em Viena com as vítimas da peste em 1679. Gravura contemporânea

A Grande Peste de Viena ocorreu em 1679, em Viena - à época capital do Arquiducado da Áustria e local de residência dos governantes Habsburgos. Com base em descrições da época, acredita-se ter-se tratado de uma epidemia de peste bubónica - causada pela bactéria Yersinia pestis e cujo vetor são as pulgas que parasitam o rato-preto e outros roedores. Na época, a população da cidade teria sido significativamente reduzida, estimando-se que a doença tenha vitimado cerca de 76 000 dos seus habitantes. 

## A epidemia em Viena

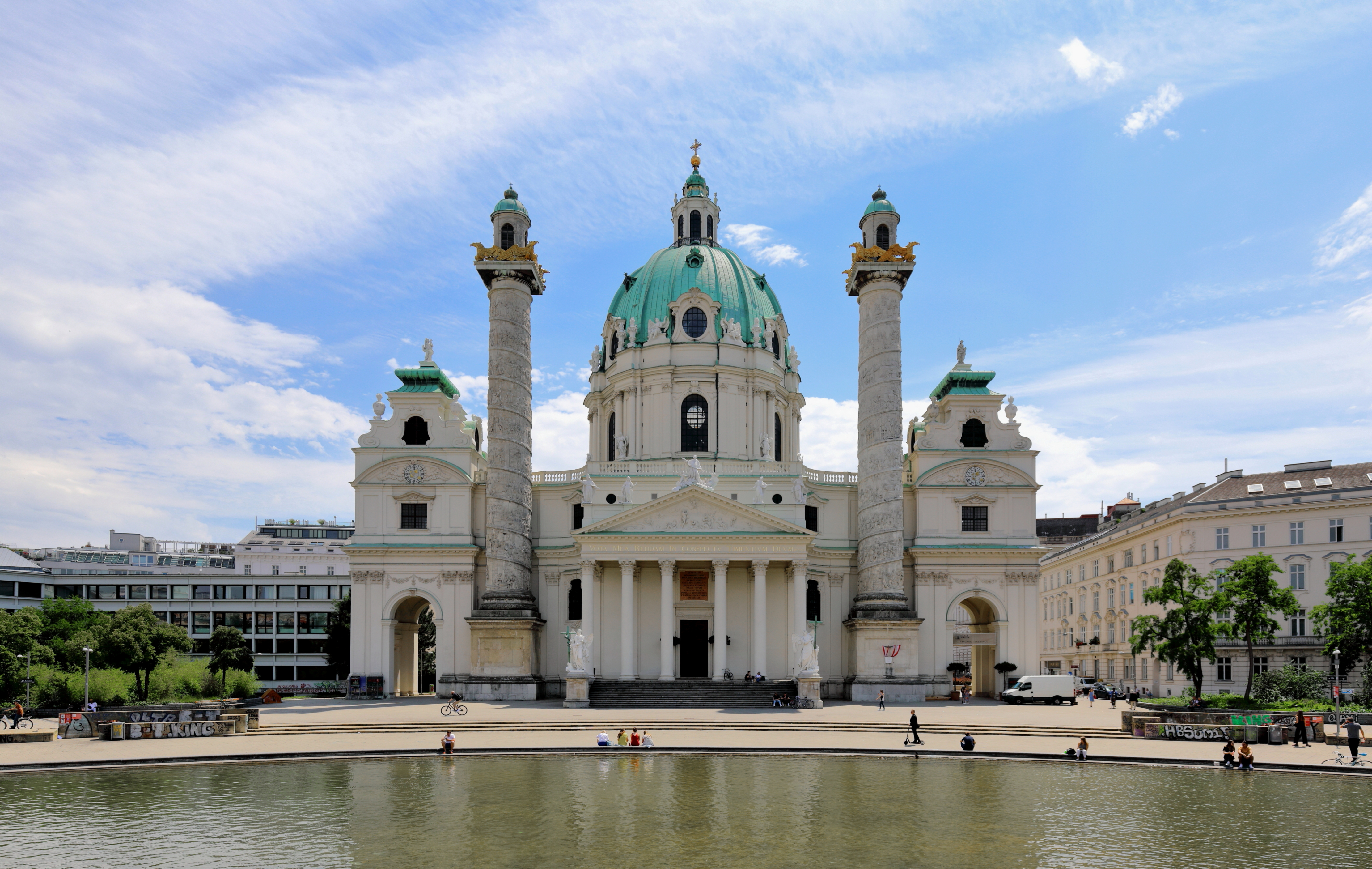
A Igreja de São Carlos Borromeu foi erigida para comemorar a salvação da cidade das epidemias de peste

Viena, situada às margens do rio Danúbio, era um importante cruzamento comercial entre o leste e oeste, com um tráfego de mercadorias e passageiros significativo. Como resultado deste tráfego, a cidade sofreu com os surtos de peste episódicos desde a primeira onda da "peste negra" no século XIV, que afetou grande parte da Europa. Viena era uma cidade com uma elevada densidade populacional e edifícios. A cidade não tinha galeria pluvial ou serviço de saneamento de águas residuais urbanas, e havia muito resíduo sólido nas ruas. Para além disso, os armazéns de mercadorias que continham roupas, tapetes e grãos, por vezes durante meses, estavam infestados de ratos. As condições sanitárias da cidade eram consideradas bastante insalubres e sujas, mesmo para a época, a peste era chamada por vezes de "Morte vienense" noutras partes da Europa.
A Irmandade da Santíssima Trindade, ordem religiosa presente na cidade, criou hospitais especiais para crianças e adultos durante a epidemia de 1679. O atendimento prestado nesses hospitais era simples, mas geralmente era uma grande melhoria, em relação as outras medidas sanitárias e médicas que existiam na cidade. Os médicos tratavam os pacientes com eméticos, sangrias e pomadas nocivas. Os corpos dos mortos eram transportados na carruagem para fora da cidade e deixados em buracos grandes para serem queimados. No entanto, as covas com os corpos ficavam expostas por vários dias até que estivessem completas, permitindo que a infecção se espalhasse entre a população de roedores da cidade.
Para comemorar a libertação da cidade da Grande Peste e doutras ondas subsequentes, os vienenses erigiram monumentos comemorativos, como a igreja barroca de São Carlos Borromeu com colunas conhecidas como Pestsäule, de vinte e um metros de altura.

## Outras epidemias na região
Ao que veio a ser conhecida como a "Grande Peste de Viena" não era mais que um surto duma epidemia de praga maior que assolou a Alemanha, Áustria, Boémia e as regiões próximas. Esta epidemia parece ter sido levada para a região a partir de duas direções opostas. A peste afetou a Europa Ocidental por muitos anos, expandindo-se para o leste graças às rotas comerciais. A Grande Praga de Londres ocorrida entre os anos de 1664 e 1665, que acredita-se ter se originado dos Países Baixos na década de 1650, acabando com a vida de 100 000 pessoas, foi a pior epidemia numa série de surtos epidémicos. Em 1666 uma peste grave assolou a cidade de Colónia e a zona do Reno, onde se prolongou até 1670 na região. Nos Países Baixos houve uma peste entre 1667 e 1669, mas não houve nenhuma notícia definitiva dela após 1672. A França também sofreu uma epidemia de peste em 1668.
Entre os anos de 1675 e 1684, uma nova peste se originou no Império Otomano, estendendo-se gradualmente para o norte através do Norte de África, Boémia, Polónia, Hungria, Áustria e Saxónia. Na ilha de Malta pereceram 11 000 pessoas em 1675.
A peste de Viena em 1679 foi muito grave, causando pelo menos 76 000 mortes. Outros centros urbanos na área tiveram mortes semelhantes. Por exemplo, em Praga 83 000 habitantes foram mortos em 1681. Dresda foi afetada em 1680, Magdeburgo e Halle em 1682, nesta última 4 397 pessoas morreram numa população de cerca de 10 000 habitantes. Muitas outras cidades do norte da Alemanha padeceram por conta da peste durante este período, mas a peste desapareceu na Alemanha em 1683 até o novo surto de 1707.

## Lieber Augustin
A Grande Peste de 1679 deu origem à lenda de Lieber Augustin ("Querido Augustin"). Augustin era um músico de rua popular, que segundo a lenda, numa noite enquanto ele estava bêbado, caiu num poço onde estavam os corpos das vítimas da peste. Augustin não contraiu a doença devido à influência do álcool. Augustin é lembrado na cultura popular com a canção "Oh du lieber Augustin".